# Forum oö geschichte
Das forum oö geschichte (Langtitel forum oö geschichte – www.ooegeschichte.at | Virtuelles Museum Oberösterreich) ist ein Online-Portal, das vom Verbund Oberösterreichischer Museen mit Sitz in Leonding in Oberösterreich betreut wird.

## Geschichte
Das „forum oö geschichte“ wurde von Roman Sandgruber initiiert. Das Portal ging im Dezember 2005 online und wird seither im Auftrag und mit Unterstützung des Landes Oberösterreich vom Verbund der Oberösterreichischen Museen betreut. Die redaktionelle und wissenschaftliche Betreuung des Portals erfolgte 2007 bis 2011 durch Klaus Landa, später Geschäftsführer des Verbundes OÖ. Museen. Grundlegende Neugestaltungen des Webportals erfolgten in den Jahren 2017 und 2022, wodurch sich jeweils viele Weblinks zu den inhaltlichen Seiten änderten.

## Leitung
Roman Sandgruber nimmt seit dem Gründungsjahr 2005 die wissenschaftliche Gesamtleitung wahr. Die redaktionelle und wissenschaftliche Betreuung des Portals erfolgt durch Elisabeth Kreuzwieser.

## Inhalt
Das forum oö geschichte wendet sich mit seinem Angebot besonders an alle landeskundlich und historisch Interessierten, an Heimatforscher, aber auch an die wissenschaftliche Forschung und an Schulen. Zudem wird die wissenschaftliche Arbeit in den Museen des Landes unterstützt. Die Inhalte des Forschungsportals werden laufend erweitert mit dem Ziel, einen wissenschaftlich fundierten Überblick über die vielfältigen Aspekte der oberösterreichische Landesgeschichte zu geben und umfassende Informationen zur Landes- und Kulturgeschichte Oberösterreichs in einem Portal aufzubereiten und zusammenzuführen.
Eine zentrale Säule des Projekts ist dabei die Kooperation mit dem Oberösterreichischen Landesmuseum, dem Oberösterreichischen Landesarchiv und dem Archiv der Stadt Linz sowie zahlreichen weiteren Museen, Archiven und Kulturinstitutionen in Oberösterreich.
Zu den folgenden landeskundlichen Periodika stellt das forum oö geschichte downloadbare PDF-Dateien bereit, die teilweise aber nicht digitalisiert sind, also ohne zusätzliche Texterkennung nicht durchsuchbar sind:
| Periodikum                                          | Link | Zeitraum                           | Kooperationspartner                                                  | Bemerkungen |
| --------------------------------------------------- | ---- | ---------------------------------- | -------------------------------------------------------------------- | --- |
| Bausteine zur Heimatkunde des Bezirkes Rohrbach     | Link | 1958ff. bzw. 1983                  | Heimatverein des Bezirkes Rohrbach                                   | |
| EuroJournal Mühlviertel – Böhmerwald                | Link | 1999–2001                          | Interessensgemeinschaft Kultur Plus                                  | |
| EuroJournal Linz – Mühlviertel – Böhmerwald         | Link | 2001–2010                          | Interessensgemeinschaft Kultur Plus                                  | |
| EuroJournal Pyhrn – Eisenwurzen                     | Link | 1999–2001                          | Interessensgemeinschaft Kultur Plus                                  | |
| Der Heimatgau                                       | Link | 1938/1939–1942/1943                | Oberösterreichisches Landesarchiv                                    | |
| Heimatgaue                                          | Link | 1919/1920–1937                     | Oberösterreichisches Landesarchiv                                    | PDF-Dateien im Zeitraum nur teilweise verfügbar |
| Historisches Jahrbuch der Stadt Linz                | Link | 1935–1936 sowie 1949–2003/04       | Archiv der Stadt Linz                                                | PDF-Dateien im Zeitraum nur teilweise verfügbar |
| Jahrbuch des Oberösterreichischen Musealvereines    | Link | 1835–2000, Berichtsbände 1967–2000 | Gesellschaft für Landeskunde von Oberösterreich                      | digitalisierte PDF-Dateien, die meist auch auf ZOBODAT.at zu finden sind                                                                                           |
| Jahrbuch des Stadtmuseums Wels                      | Link | 1935–1937                          | Musealverein Wels                                                    | |
| Jahrbuch des Musealvereines Wels                    | Link | 1954–2004/05                       | Musealverein Wels                                                    | |
| Mitteilungen des Oberösterreichischen Landesarchivs | Link | 1950–2008                          | Oberösterreichisches Landesarchiv                                    | |
| Mühlviertler Heimatblätter                          | Link | 1961–1968                          | Zülow-Gruppe, vormals Mühlviertler Künstlergilde                     | |
| Neues Archiv für die Geschichte der Diözese Linz    | Link | 1981–2006                          | Diözesanarchiv Linz                                                  | |
| Oberösterreichische Heimatblätter                   | Link | 1947–2000                          | Oberösterreichisches Landesarchiv und Direktion Kultur des Landes OÖ | für spätere Jahrgänge ab 2006 siehe Publikationen gefiltert nach "heimatblätter". In: land-oberoesterreich.gv.at; Biographien finden sich oft auch auf ZOBODAT.at. |
| Vierteltakt                                         | Link | 2000–2007                          | Oberösterreichisches Volksliedwerk                                   | |

Datenbanken im forum oö geschichte:
- Alltagsdinge. Artikelserie der OÖ Nachrichten
- OÖ Kleindenkmaldatenbank
- Die Kategorisierungsdatenbank ist ein Verzeichnis des mobilen Kulturgüterbestandes der oberösterreichischen Museen. Der Überblick zu den Sammlungsbeständen von etwa 100 kleineren und mittleren Museen steht allen beteiligten Museen als Hilfsmittel zur Objektrecherche für geplante Ausstellungen zur Verfügung. Für Dritte ist der Zugriff auf diese Datenbank nicht möglich.
- Die Bibliografie zur oberösterreichischen Geschichte dient zur Recherche nach landeskundlicher Literatur. Werke, die nicht online verfügbar sind, müssen in den betreffenden Bibliotheken ausfindig gemacht werden.
- Biografiedatenbank/OÖ. Landesarchiv
- Die Datenbank Regional- und Heimatforschung OÖ ist ein Verzeichnis aller Forschenden, die in Oberösterreich in der Regional- und Heimatforschung tätig sind. Damit soll die gegenseitige Vernetzung und die Auffindung von erfahrenen Personen zu fachspezifischen Themen erleichtert werden.